# Antoni Jabłoński (1918–2015)
Antoni Jabłoński (ur. w sierpniu 1918 w Surażu, zm. 6 lipca 2015 tamże) – polski rolnik, robotnik, żołnierz Armii Czerwonej i Wojska Polskiego; zdobywca Berlina, który zatknął polską flagę na Kolumnie Zwycięstwa.

## Życiorys
Syn Jana, pochodził z rodziny rolniczej. W 1939 roku został wcielony do Armii Czerwonej i wywieziony do Borisoglebska. W szeregach radzieckiego wojska walczył z Niemcami pod Briańskiem, gdzie ranny w nogę, został odesłany na 1,5 miesiąca do szpitala. Następnie w Czelabińsku jako murarz budował fabryki wojenne.
W 1943 roku został oddelegowany z RKKA do formowanej w Sielcach nad Oką. 1 Dywizji Piechoty im. Tadeusza Kościuszki. W ciągu niecałych dwóch lat przeszedł cały szlak bojowy jednostki, służąc jako telegrafista w 7 baterii dywizyjnego 1 Pułku Artylerii Lekkiej.
2 maja 1945, razem z ppor. Mikołajem Troickim, plut. Kazimierzem Otapem, kan. Aleksandrem Karpowiczem i kan. Eugeniuszem Mierzejewskim ze swojej baterii zawiesił polską flagę na Kolumnie Zwycięstwa w Berlinie, 2 maja 1945 roku. Na pamiątkę tego wydarzenia 2 maja obchodzony jest Dzień Flagi Rzeczypospolitej Polskiej.
Po wojnie był sprzedawcą i listonoszem. Zmarł w 2015 jako ostatni z żyjących żołnierzy 7 baterii 1 pal., którzy wywiesili polską flagę na Siegessäule. Jego pogrzeb odbył się w rodzinnym Surażu, w woj. podlaskim, na historycznym Podlasiu.

## Awanse
- kapral – w czasie wojny
- kapitan – lata powojenne

## Odznaczenia

### Polska
- Krzyż Komandorski Orderu Odrodzenia Polski III klasy – 3 listopada 2005[4]
- Order Krzyża Grunwaldu III klasy – 10 października 1970
- Krzyż Oficerski Orderu Odrodzenia Polski
- Krzyż Kawalerski Orderu Odrodzenia Polski
- Krzyż Walecznych[5]
- Krzyż Bitwy pod Lenino
- Brązowy Medal „Zasłużonym na Polu Chwały”
- Medal XL-lecia Polski Ludowej
- Medal za Warszawę 1939–1945
- Medal za Odrę, Nysę, Bałtyk
- Medal Zwycięstwa i Wolności 1945
- Medal „Za udział w walkach o Berlin”
- Srebrny Medal „Za zasługi dla obronności kraju”
- Brązowy Medal „Za zasługi dla obronności kraju”

i odznaczenia związków kombatanckich

### Zagraniczne
- Medal „Za zwycięstwo nad Niemcami w Wielkiej Wojnie Ojczyźnianej 1941–1945”
- Medal za Wyzwolenie Warszawy
- Medal „Za zdobycie Berlina”[6]

i odznaczenia rocznicowe